# 蓝冰 (冰川)

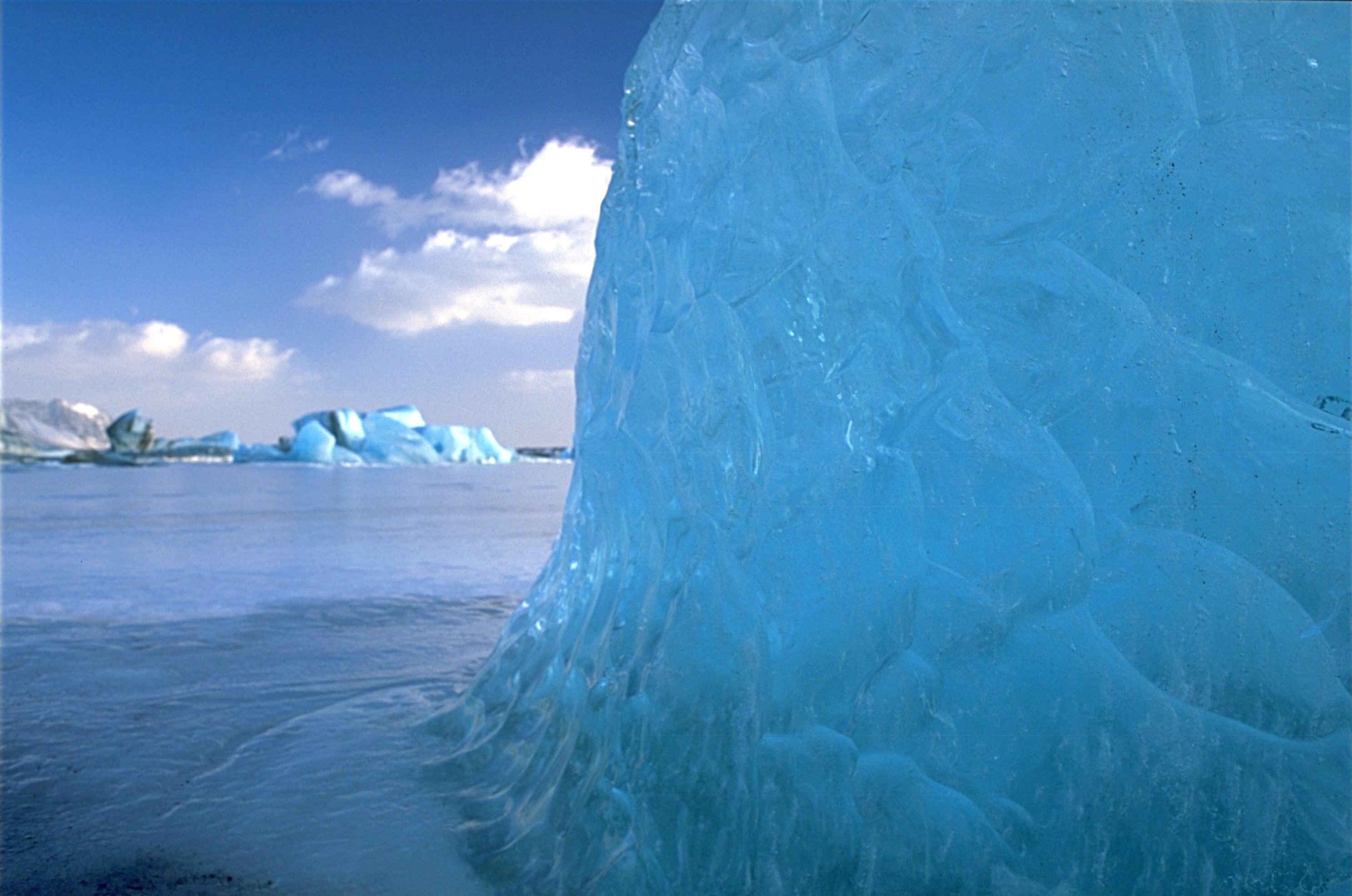
冰岛冰河湖

蓝冰是当冰川上的的降雪被压缩而成为冰川的一部分时产生的现象。在压缩的过程中，雪中的气泡被挤出，形成大块的冰晶，这一过程使得冰看起来呈现蓝色。
通常情况下小块的冰看起来带有些许白色，是由于其内部的气泡以及少量的水本身即基本呈现无色。而在冰川中，积雪的压力使气泡被逐渐挤出，密度增加，形成了冰。由于水对其他颜色光的吸收能力强于对蓝色光的吸收能力，因此冰会呈现出蓝色。此效应在少量的水或小块的冰中较为微弱，但在大块的冰中尤其明显。
关于蓝冰颜色的成因，有些说法会将其错误地归于瑞利散射。蓝冰的蓝色和和大量液态水呈现蓝色的原因相同，是水分子中氢氧键伸缩振动的泛频带会吸收可见光谱中红色端的部分所致。在湖泊和海洋中，光线入射到水面上时，少量的光反射回空气，大部分光进入水中，与水分子发生作用。此时，水分子会吸收入射光中的红、橙、黄等颜色的光，跃迁至较高的振动能级，而未被吸收的光主要是蓝、紫色波长的光。这是大面积水域呈现蓝色的主要原因。
自然界中蓝冰的一个例子是2011年1月于新西兰塔斯曼冰川观测到的蓝冰。

## 南极机场跑道

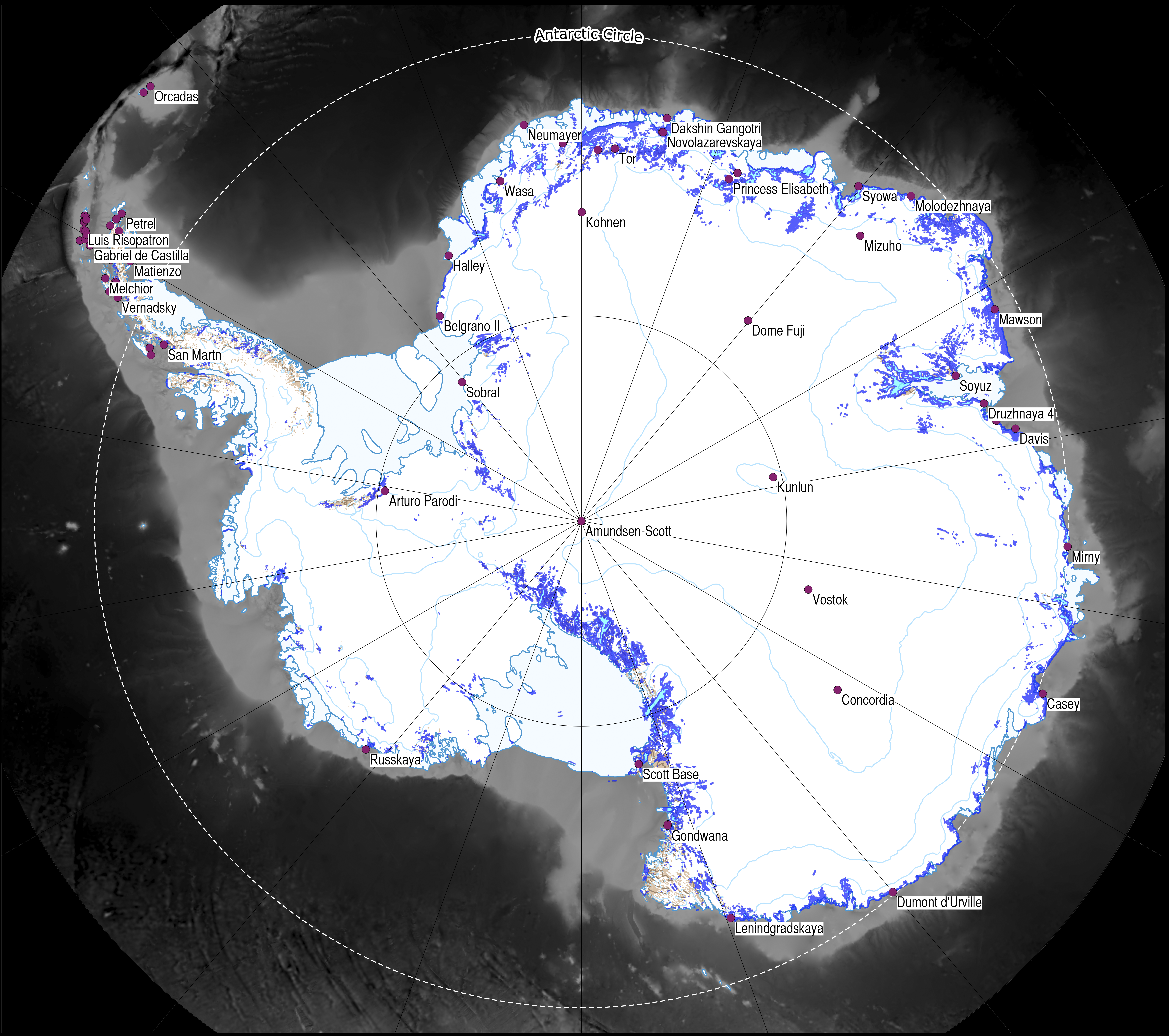
南极的蓝冰场

在南极的一些区域，新的降雪会很快通过升华或其他方式消失。在这些地方，蓝冰会暴露在外，故得名“蓝冰区”。由于蓝冰区具有坚硬的地表，适合使用轮式起落架的航空器起降，故一些机场建于蓝冰区中，例如威爾金斯跑道等。